# Letrozol
Letrozol (łac. letrozolum) – organiczny związek chemiczny, niesteroidowy inhibitor aromatazy stosowany w hormonoterapii raka piersi.

## Mechanizm działania

Schemat steroidogenezy

W rakach piersi wykazujących ekspresję receptora estrogenowego estrogeny pełnią kluczową rolę w inicjacji, promocji i progresji karcynogenezy tego nowotworu złośliwego. Po menopauzie produkcja estrogenów przez jajniki ustaje, jednak nadal powstają one w nadnerczach w wyniku konwersji androgenów w estrogeny, w czym bierze udział aromataza i rodzina enzymów CYP. Aromataza katalizuje ostatni etap syntezy estrogenów, w którym androgeny: testosteron oraz androstendion są przekształcane estrogeny, odpowiednio testosteron w estadiol, a androstendion w estron. Aromataza jest obecna głównie w jajniku, ale również w tkance tłuszczowej, mięśniach, wątrobie i gruczole piersiowym. Wraz z wiekiem rośnie udział obwodowej produkcji estrogenów i po menopauzie aromatyzacja androgenów w nadnerczach staje się głównym źródłem estrogenów. Ponadto obecność aromatazy w obrębie tkanki gruczołu prawidłowego piersiowego i utkania nowotworu piersi przyczynia się do ekspozycji raka na estrogeny.
Letrozol jest niesteroidowym silnym inhibitorem aromatazy III generacji. Płaska struktura letrozolu naśladująca budowę fizjologicznego substratu androstendionu umożliwia mu dobre wiązanie z miejscem wiązania substratu enzymu. Lek wiąże się z żelazem hemu cytochromu P450, co uniemożliwia hydroksylację substratu i blokuje syntezę estrogenów. Ze względu na wysoką swoistość letrozol nie ma wpływu na syntezę innych hormonów steroidowych.

## Wskazania
Letrozol stosuje się w następujących sytuacjach klinicznych:
- leczenie uzupełniające wczesnego raka piersi wykazującego ekspresję receptorów hormonalnych u kobiet po menopauzie,
- przedłużone leczenie uzupełniające raka piersi wykazującego ekspresję receptorów hormonalnych u kobiet po menopauzie po standardowym leczeniu uzupełniającym trwającym 5 lat,
- leczenie neoadiuwantowe HER2-ujemnego raka piersi wykazującego ekspresję receptorów hormonalnych u kobiet po menopauzie, u których chemioterapia nie jest odpowiednim leczeniem, a natychmiastowa operacja nie jest konieczna,
- leczenie zaawansowanego raka piersi wykazującego ekspresję receptorów hormonalnych u kobiet po menopauzie,
- leczenie zaawansowanego raka piersi wykazującego ekspresję receptorów hormonalnych u kobiet po menopauzie z progresją lub nawrotem choroby po wcześniejszej hormonoterapii.

## Przeciwwskazania
Do przeciwwskazań do stosowania letrozolu należą:
- nadwrażliwość na substancję czynną lub pomocniczą,
- ciąża lub karmienie piersią,
- stan przed menopauzą (fizjologiczną lub wywołaną sztucznie).

## Badania kliniczne

### Zaawansowany rak piersi
W pierwszym etapie badań klinicznych porównano skuteczność letrozolu z octanem megestrolu oraz aminoglutetymidem u chorych z zaawansowanym rakiem piersi wcześniej leczonych tamoksyfenem.
W randomizowanym badaniu na 363 chorych losowo przydzielono do grupy otrzymującej letrozol lub octan megestrolu. Wykazano, że stosowanie letrozolu w tej grupie chorych wiąże się z większym odsetkiem odpowiedzi obiektywnych (24% w grupie otrzymującej letrozol i 16% w grupie otrzymującej octan megestrolu) i dłuższym czasem trwania odpowiedzi. Nie stwierdzono istotnej statystycznie poprawy przeżycia całkowitego w grupie otrzymującej letrozol. W drugim badaniu porównującym skuteczność letrozolu i aminoglutetymidu wykazano, że letrozol poprawia medianę czasu przeżycia do progresji, medianę czasu do wystąpienia niepowodzenia leczenia i medianę przeżycia całkowitego.
W kolejnym etapie oceniono skuteczność letrozolu w ramach leczenia pierwszej linii. W wieloośrodkowym randomizowanym badaniu III fazy u 907 chorych po menopauzie z zaawansowanym rakiem piersi porównano skuteczność letrozolu z tamoksyfenem stosowanego w ramach leczenia pierwszej linii. U 65% chorych stwierdzono ekspresję receptorów dla hormonów, a u 35% status ich ekspresji był nieznany. Chore losowo przydzielono do grupy otrzymującej letrozol lub do grupy otrzymującej tamoksyfen. Z badania wykluczono chore, które już stosowały hormonoterapię w ramach leczenia choroby zaawansowanej oraz wykluczono chore z nawrotem raka w ciągu 12 miesięcy od stosowania hormonoterapii w ramach leczenia uzupełniającego. U chorych z chorobą z przerzutami dozwolone było stosowanie jednej linii chemioterapii. Pierwszorzędowym punktem końcowym badania był czas do wystąpienia progresji choroby (TTP), a drugorzędowe punkty końcowe obejmowały odsetek odpowiedzi obiektywnych (ORR), czas trwania odpowiedzi, czas do niepowodzenia leczenia (TTF) czas przeżycia całkowitego (OS). Po odpowiednim okresie obserwacji wykazano przewagę letrozolu nad tamoksyfenem, który wpływał na poprawę mediany czasu do wystąpienia progresji choroby (9,4 miesiąca dla letrozolu i 6,0 miesięcy dla tamoksyfenu), odsetka odpowiedzi obiektywnych (32% dla letrozolu i 21% dla tamoksyfenu) i medianę czasu do niepowodzenia leczenia (9 miesięcy dla letrozolu i 5,7 miesięcy dla tamoksyfenu). U chorych stosujących letrozol twierdzono poprawę przeżycia całkowitego, ale nie osiągnęła ona istotności statystycznej, co może być związane z możliwością krzyżowej zmiany leczenia w przypadku progresji.
W innym badaniu porównano skuteczność letrozolu z innym niesteroidowym inhibitorem aromatazy – anastrozolem. W tym wieloośrodkowym, randomizowanym badaniu klinicznym III/IV fazy 713 chore po menopauzie z zaawansowanym rakiem piersi, które wcześniej otrzymywały antyestrogen, losowo przydzielono do grupy otrzymującej letrozol lub anastrozol. Pierwszorzędowym punktem końcowym badania był czas do wystąpienia progresji choroby (TTP), a drugorzędowymi punktami końcowymi były odsetek odpowiedzi obiektywnych, czas trwania odpowiedzi i odsetek korzyści klinicznych. Badanie wykazało, że oba leki wykazują podobną skuteczność. Letrozol cechował się wyższym odsetkiem odpowiedzi obiektywnych, który wynosił 19,1% dla letrozolu i 12,3% dla anastrozolu (różnica istotna statystycznie). Nie wykazano istotnej statystycznie różnicy w obserwowanej medianie czasu do wystąpienia progresji, która stanowiła pierwszorzędowy punkt końcowy. Pozostałe mierzone parametry, czyli odsetek korzyści klinicznych, mediana czasu trwania odpowiedzi, mediana czasu do niepowodzenia leczenia i mediana czasu przeżycia całkowitego, również nie wykazały istotnej statystycznie różnicy.

### Leczenie uzupełniające (adiuwantowe) raka piersi
W badaniach oceniających zastosowanie letrozolu w leczeniu uzupełniającym lek porównano z tamoksyfenem, oceniono skuteczność leczenia sekwencyjnego oraz badano optymalny czas trwania hormonoterapii.
W wieloośrodkowym, randomizowanym badaniu III fazy BIG 1-98 porównano skuteczność letrozolu do tamoksyfenu w ramach leczenia adiuwantowego oraz oceniono skuteczność leczenia sekwencyjnego. Do badania włączono 8010 kobiet z rakiem piersi z obecnymi receptorami dla hormonów. Chore losowo przydzielono do jednej z czterech grup: grupy A otrzymującej tamoksyfen przez 5 lat, grupy B otrzymującej letrozol przez 5 lat, grupy C otrzymującej tamoksyfen przez 2 lata, a następnie letrozol przez 3 lata oraz grupy D otrzymującej letrozol przez 2 lata, a następnie tamoksyfen przez 3 lata. Pierwszorzędowym punktem końcowym badania była mediana czasu przeżycia wolnego od choroby (DFS). Ocenianymi drugorzędowymi punktami końcowymi były czas do wystąpienia odległych przerzutów (TDM), przeżycie bez przerzutów odległych (DDFS), czas przeżycia całkowitego (OS), przeżycie bez choroby układowej (SDFS), inwazyjny rak drugiej piersi oraz czas do wznowy raka piersi. Po odpowiednim okresie obserwacji (mediana okresu obserwacji 8,1 roku) u chorych przyjmujących letrozol w monoterapii stwierdzono poprawę mediany czasu przeżycia wolnego od choroby w porównaniu do monoterapii tamoksyfenem. Nie zaobserwowano istotnej statystycznie różnicy czasu przeżycia całkowitego pomiędzy obiema grupami leczonych. W analizie badania BIG 1-98 ramion z grupami chorych leczonych sekwencyjnie nie wykazano różnicy mediany przeżycia wolnego od choroby (DFS) leczenia sekwencyjnego złożonego z tamoksyfenu przez 2 lata, a następnie letrozolu przez lata w porównaniu do leczenia letrozolem w monoterapii przez 5 lat oraz leczenia sekwencyjnego w odwrotnej sekwencji (letrozol przez 2 lata, następnie tamoksyfen przez 3 lata) w porównaniu do leczenia letrozolem w monoterapii przez 5 lat.
Badanie MA-17 oceniało skuteczność przedłużonego 5-letniego leczenia letrozolem po zakończeniu leczenia tamoksyfenem trwającego od 4,5 lat do 6,5 lat u kobiet po menopauzie z wczesnym rakiem piersi z obecnymi receptorami dla hormonów. Do badania zakwalifikowano 5187 kobiet, które losowo przydzielono do grupy otrzymującej placebo lub letrozol. Wstępna analiza po medianie obserwacji 28 miesięcy wykazała, że przedłużone leczenie letrozolem zmniejszało ryzyko nawrotu choroby, ale nie zaobserwowano różnicy przeżycia całkowitego pomiędzy grupą otrzymującą placebo a grupą otrzymującą letrozol. Po odślepieniu badania chore otrzymujące placebo mogły przejść do grupy otrzymującej letrozol i ponad 60% chorych z ramienia placebo zaczęło przyjmować letrozol, a pozostałe chore nie zdecydowały się kontynuować leczenia. W uaktualnionej analizie letrozol również zmniejszał ryzyko nawrotu raka. Nie stwierdzono istotnej statystycznie poprawy przeżycia całkowitego w grupie otrzymującej letrozol w ramach przedłużonego leczenia.

### Leczenie neoadjuwantowe
Zastosowanie letrozolu w leczeniu przedoperacyjnym poddano ocenie w randomizowanym wieloośrodkowym badaniu IIb/III fazy P024, w którym u 337 kobiet po menopauzie z inwazyjnym rakiem piersi z receptorami dla hormonów porównano letrozol z tamoksyfenem. W obu ramionach badania leczenie prowadzono 4 miesiące. Do badania kwalifikowano jedynie chore, które nie mogły być kandydatkami do operacji oszczędzającej pierś, a 14% włączonych chorych do badania miało chorobę nieoperacyjną. W badaniu zaobserwowano przewagę leczenia neoadiuwantowego za pomocą letrozolu. Kliniczną odpowiedź obiektywną stwierdzono u 55% leczonych letrozolem i u 36% leczonych tamoksyfenem, podobnie w badaniach obrazowych lepszą odpowiedź wywoływał letrozol i u większego odsetka chorych otrzymujących letrozol (45%) wykonano zabieg oszczędzający pierś niż u leczonych tamoksyfenem (35%).

## Dawkowanie
Letrozol stosuje się doustnie w jednorazowej dawce dobowej 2,5 mg z posiłkiem lub po posiłku. W leczeniu zaawansowanego raka piersi leczenie jest prowadzone do czasu pojawienia się dowodów na progresję choroby. Leczenie uzupełniające (adiuwantowe) standardowo trwa 5 lat lub do czasu progresji choroby nowotworowej. W leczeniu adiuwantowym możliwe jest wykorzystanie schematu sekwencyjnego z podawaniem letrozolu przez 2 lata, a następnie przez 3 lata tamoksyfenu. W ramach leczenia neoadiuwantowego (przedoperacyjnego) letrozol może być podawany przez okres 4–8 miesięcy w celu uzyskania optymalnej odpowiedzi, a jeśli nie uzyskano odpowiedniej odpowiedzi leczenie letrozolem jest przerywane.

## Farmakokinetyka
Lek jest podawany doustnie. Pokarm nieznacznie zmniejsza szybkość wchłaniania leku, ale nie wpływa na wielkość wchłaniania. Średnia bezwzględna biodostępność jest oceniana na 99,9%. We krwi lek w 60% wiąże się z białkami osocza, głównie z albuminami. Letrozol jest eliminowany przez metabolizm z udziałem izoenzymów P-450 CYP3A4 i CYP2A6 do postaci nieaktywnych metabolitów. Wydalanie następuje głównie z moczem.

## Interakcje
Nie są znane istotne interakcje pomiędzy letrozolem a innymi lekami. W badaniach in vitro stwierdzono, że letrozol hamuje aktywność izoenzymów 2A6 i 2C19 cytochromu P450, jednak nie jest znane znaczenie kliniczne tego oddziaływania.

## Działania niepożądane
Do działań niepożądanych leku należy:
- bardzo często[a]: hipercholesterolemia, uderzenia gorąca, zwiększona potliwość, uczucie zmęczenia, bóle stawów,
- często[b]: jadłowstręt, wzmożony apetyt, depresja, bóle głowy, zawroty głowy, nadciśnienie tętnicze, nudności, niestrawność, zaparcie, ból brzucha, biegunka, wymioty, łysienie, wysypka (wysypka rumieniowa, wysypka plamisto-grudkowa, wysypka przypominająca zmiany łuszczycowe i pęcherzykowa), suchość skóry, ból mięśni, ból kostny, osteoporoza, złamania kości, krwawienia z dróg rodnych, obrzęk obwodowy, zwiększenie masy ciała,
- niezbyt często[c]: zakażenie układu moczowego, ból nowotworowy, leukopenia, lęk, drażliwość, senność, bezsenność, zaburzenia pamięci, nieprawidłowe odczuwanie bodźców, zaburzenia smaku, udar mózgu, zaćma, podrażnienie oka, niewyraźne widzenie, kołatania serca, tachykardia, incydenty niedokrwienia serca, zakrzepowe zapalenie żył, duszność, kaszel, suchość jamy ustnej, zapalenie jamy ustnej, zwiększenie aktywności enzymów wątrobowych, świąd, pokrzywka, zapalenie stawów, zwiększona częstość oddawania moczu, wydzielina z dróg rodnych, suchość pochwy, ból piersi, suchość błon śluzowych, gorączka, zmniejszenie masy ciała,
- rzadko[d]: zator tętnicy płucnej, zakrzepica tętnicza, udar niedokrwienny mózgu,
- częstość nieznana: reakcja anafilaktyczna, zapalenie wątroby, obrzęk naczynioruchowy, toksyczna nekroliza naskórka, rumień wielopostaciowy.